# Tylomys fulviventer
Tylomys fulviventer é uma espécie de roedor da família Cricetidae.
Apenas pode ser encontrada no Panamá.